# Атаманюк, Василий Иванович
Василий Иванович Атаманюк, псевдоним — Василь Яблуненко (укр. Василь Іванович Атаманюк, 1897—1937) — украинский писатель, поэт, переводчик, литературовед, общественный деятель, брат писателя Михаила Атаманюка.

## Биография
Василий Атаманюк родился 14 марта 1897 года в Яблонове в бедной крестьянской семье. В 1915 году Василий Атаманюк закончил Львовский университет. Во время I Мировой войны служил в австрийской армии переводчиком, затем служил в украинском военном формировании Украинского Добровольческого Легиона. C 1918 по 1920 гг. жил в Екатеринославе (ныне — Днепр), работая в редакции газеты «Боротьба» и заведующим трудовой школы. В 1922 году переехал в Киев, где вступил в литературную организацию «Западная Украина».
31 января 1933 года Василий Атаманюк был арестован за участие в деятельности литературной организации «Западная Украина». Его обвинили в «контрреволюционной деятельности». Не выдержав пыток, Василий Атаманюк признал себя виновным. 1 октября 1933 года Василий Атаманюк был приговорён к пятилетнему заключению. Пребывая в лагере «Карлаг», Василий Атаманюк обратился с просьбой о помиловании в особый отдел НКВД в Москве. 29 марта 1937 года обратился с просьбой о помиловании к Андрею Вышинскому и 19 мая 1937 года — к Иосифу Сталину. 9 октября 1937 года тройка НКВД вынесла Василию Атаманюку новый смертный приговор через расстрел. В 1965 году Василий Атаманюк был посмертно реабилитирован.

## Творчество
В 1915 году Василий Атаманюк издал первое стихотворение «Лист малого синка до батьків на війну». В 1916 году вышел первый поэтический сборник «Як сурми заграли до бою». Свои произведения Василик Атаманюк издавал в газетах и журналах «Український пролетар», «Вісті», «Більшовик», «Пролетарська правда» и др. В своих сочинениях Василий Атаманюк описывал социальное положение западноукраинских крестьян.

## Сочинения

### Сборники поэзии
- «Чари кохання» (1921 г.),
- «Хвилі життя» (1922 г.),
- «Жовтень» (1924 г.),
- «Дума про Степана Мельничука» (1924 г.),
- «Галичина» (1925 г.),
- «Зажурені флояри» (1928 г.),
- «За Збручем грози» (1930 г.),

### Сборники повестей
- «Тяжкі роки» (1930),
- «Батіг і багнет» (1932),
- «Крізь кривду і кров» (1932).

### Антологии
- «Нова єврейська поезія» (1923 г.).
- «Сатира і гумор» (1926 г.),
- «Літературні пародії» (1927 г.),
- «Революційні пісні Західної України» (1928 г.),
- «Революційна поезія Західної України» (1930 г.),
- «Антологія західноукраїнської поезії» (т. 1-3, 1930—1931 гг.).

## Память
- Именем Василия Атаманюка названа улица в городе Коломыя, Украина.
- На стене Народного дома в родном селе в честь В. Атаманюка в 1987 г. установлена мемориальная доска.

## Источник
- Енциклопедія українознавства. В 10-х т. / Главный. ред. Володимир Кубійович. — Париж; Нью-Йорк: Молоде Життя, 1954—1989., Т. 1., стр. 76.
- Арсенич П. І. Атаманюк Василь Іванович // Українська літературна енциклопедія. Т. 1., Киев, 1988. стр. 97.
- Арсенич П. І. Атаманюк Василь Іванович // Енциклопедія Сучасної України. Т. 1., Киев, 2001., стр. 775—776.
- Письменники Радянської України., Киев, 1970., стр. 13.
- «…З порога смерті…: Письменники України — жертви сталінських репресій». Киев, 1991., стр. 48—50.